# Eduard Toldrà

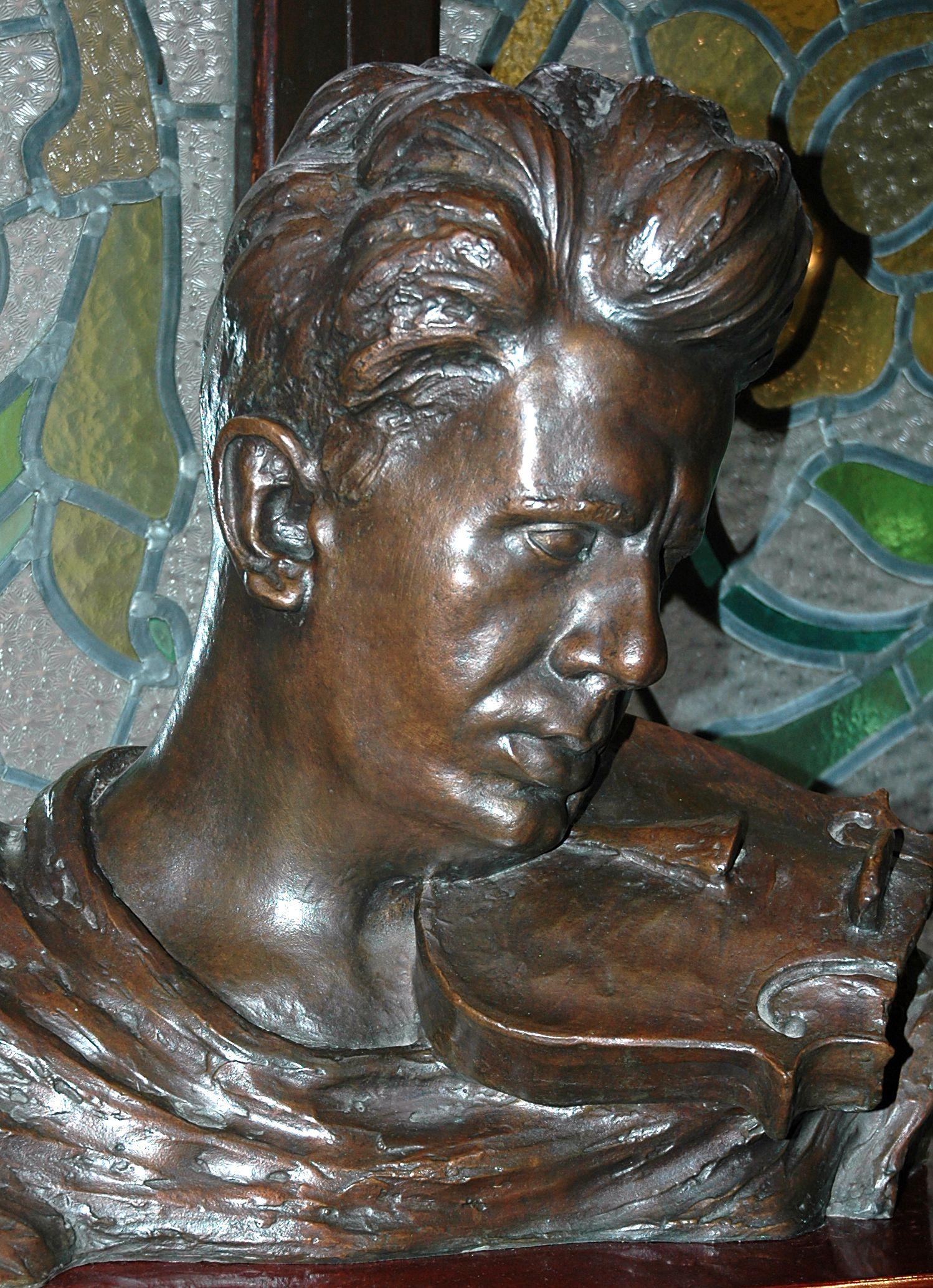
Escultura d'Eduard Toldrà al Palau de la Música de Barcelona

Eduard Toldrà i Soler (Vilanova i la Geltrú, 7 de abril de 1895 — Barcelona, 31 de maio de 1962), foi um músico e compositor da Catalunha, considerado uma das figuras mais importantes da música catalã, especialmente pelo seu importantíssimo trabalho como diretor da Orquestra Sinfônica de Barcelona e Nacional da Catalunha.

## Biografia
Seu pai, Francesc Carbonell i Toldrà, também músico, introduziu-o desde muito jovem no mundo da música: os sete anos fez a sua estréia. Aos dez anos quando a família se mudou para Barcelona,  começou seus estudos musicais, em primeiro lugar no Conservatório de Música Escola e mais tarde, na Escola Municipal de Música de Barcelona, onde estudou teoria musical com Lluís Millet, violino com Rafael Galvez e Antoni Nicolau. Durante esse período executou em concertos com a orquestra do Palácio de Belas Artes em Barcelona, no Teatro Comic. Em 1912 ganhou o prêmio especial de violino na Escola de Música Violão Concerto No. 2 de Max Bruch.
Ganhou o Grand Prix du Disque da Academia Charles Cros.

## Teatro
- 1924 Quatro ilustrações musicais para o drama de Lluís Masriera: Un idil·li prop del cel o, pel juny, carabasses
- 1928 El giravolt de maig, ópera cómica em um acto com libreto de Josep Carner
- 1951 Oh, Tossa!, espectáculo teatral de Pere Quart Quasi un paradís

### Música de câmara
- 1914 Cuarteto en Do menor, para quarteto de corda
- 1920 Vistas al mar, para quarteto de corda, posteriormente adaptado para orquesta de câmara.
- 1921 Seis sonetos, para violino e piano. Ave Maria, adaptado para orquesta.
- 1931 Les danses de Vilanova, para quarteto de corda, piano e contrabaixo.

## Música sinfónica
- 1919 Suite en Mi Maior
- 1926 Empúries (Invocació a l'Empordà).
- 1930 La maldición del Conde Arnau.
- 1934 La hija del marchante.